# Pescărița din Granville (pictură de Nicolae Grigorescu)
Acest articol dezvoltă secțiunea Opera a articolului principal Nicolae Grigorescu.
Pescărița din Granville este o pictură realizată de pictorul român Nicolae Grigorescu după anul 1881. Tabloul a fost semnat în partea dreaptă jos a lui, dar nu a fost datat. El aparține colecției private a Dr. N. I. Dona.
În anul 1876 într-o vizită pe care artistul a făcut-o în Franța, el a descoperit  vechiul orășel Vitré din Bretania. De acolo s-a întors cu o serie de picturi pe care le-a făcut, în care apar imagini ale străzilor înguste ale orașului. Ele erau acoperite de patina vremii și au fost încărcate cu un lirism și un adevăr care au încântat adesea pe numeroșii admiratori ai pictorului român. Grigorescu s-a întors în Franța în anul 1881 și a cutreierat vechile orașe ale Bretaniei și Normandiei. În tot acest timp, el a realizat o mulțime de noi imagini pe pânzele sale, inclusiv opere inspirate de locurile și oamenii pe care i-a întâlnit.
A făcut portrete de femei în interioare cu uși deschise spre lumina și verdeața grădinilor sau a curților cu o atmosferă paradisiacă. Adesea, modelele sale au fost plasate în peisaje, cum sunt o serie de marine ce emană o rară delicatețe, precum și nuațări rafinate ale coloritului. Toate aceste picturi realizate după anul 1881, au constituit zestrea excepțională pe care Grigorescu a lăsat-o în urma unei cariere prodigioase.
Pescăriță la Granville este una dintre lucrările pictate în această perioadă. Privind tabloul, nu știi ce să admiri mai întâi: gingășia și silueta elegantă a tinerei femei, frumusețea compoziției, prețiozitatea materiei picturale, transparența și puritatea lumini, a atmosferei sau expresivitatea tușei aplicate. Toate aceste calități incontestabile ale superbei realizări artistice, sugerează instantaneu culorile, lumina și formele. În perioada cât a stat în Vitré, Nicolae Grigorescu ajunsese la plenitudinea maturității artistice, la o forță creatoare remarcabilă și la o viziune a naturii și a omului de o mare frumusețe și noblețe plastică.